# Moses Rodrigues
Moses Haendel Melo Spíndola Rodrigues (Sobral, 6 de junho de 1978) é um empresário e político brasileiro, filiado ao União Brasil (UNIÃO).
Filho do educador e empresário Oscar Rodrigues e de Lourença Melo Rodrigues, Moses é casado e pai de três filhos.

## Biografia

### Educação
É bacharel em administração de empresas e licenciado em história e geografia pela Universidade Estadual Vale do Acaraú (UVA). Possui especialização em psicopedagogia institucional pelo Instituto Superior de Teologia Aplicada (INTA). É mestre em administração pela Universidade de La Empresa, e Doutor em gestão pela Universidade de Trás-os-Montes e Alto Douro.

### Carreira
Foi inspetor da guarda municipal de Sobral entre os anos de 1997 e 2009.  No ano de 2005 assumiu a pró-diretoria administrativa do Instituto Superior de Teologia Aplicada (Faculdades INTA). Em 2009 assumiu a diretoria administrativa de três outras instituições de ensino: da Faculdade Evangélica do Piauí (FAEPI), da Faculdade Internacional do Delta (FID), e do Instituto de Educação Profissional Técnico de Nível Médio Lourenço Caetano (INTEC). Permaneceu como diretor em todas as instituições até o ano de 2014, quando resolveu ingressar na carreira política.
Moses Rodrigues ingressou na política no ano de 2014, quando se elegeu deputado federal pelo Partido Popular Socialista (PPS), com 147.044 votos, obtendo a sétima maior votação do estado do Ceará. Tomou posse na Câmara Federal no dia 1 de fevereiro de 2015.
Como deputado federal, Moses Rodrigues foi selecionado pela embaixada americana como um dos líderes políticos promissores no Brasil para participar do seminário “Young Political Leaders” (Jovens Líderes Políticos), que aconteceu nos Estados Unidos em fevereiro de 2016. Além de Moses Rodrigues, outros seis políticos brasileiros participam do programa.
Em 2016, Moses Rodrigues deixou o PPS e se filiou ao Partido do Movimento Democrático Brasileiro (PMDB).
Votou a favor no processo de impeachment de Dilma Rousseff. Posteriormente, votou a favor da PEC do Teto dos Gastos Públicos. Em abril de 2017 apoiou a Reforma Trabalhista.  Em agosto de 2017, votou contra o processo em que se pedia abertura de investigação do então Presidente Michel Temer, ajudando a arquivar a denúncia do Ministério Público Federal.
Foi reeleito deputado federal em 2018 e 2022. 
No ano de 2023, foi eleito Presidente da Comissão de Educação da Câmara, em 2023, assumindo a condução dos principais projetos educacionais do país, em seus aspectos institucionais, estruturais, funcionais e legais, direito à educação e recursos para o setor.
Moses é Presidente da Associação dos Mantenedores Independentes Educadores do Ensino Superior (AMIES)
Em 2024, durante a votação municipal de Sobral, Moses Rodrigues recebeu voz de prisão, após aglomerações em frente a locais de votação do município. após o ocorrido, Moses Rodrigues teria feito um acordo para que o político fosse prestar depoimento no Fórum Eleitoral em seu próprio carro, acompanhado por uma autoridade policial e escoltado por uma viatura com agentes federais.
É o autor de um projeto de lei que tornaria obrigatório o transporte de um extintor de incêndio veicular em todos os carros.

## Condecorações
- Recebeu o título de cidadão da cidade Miraíma.[11]